# Forensische opsporing
Forensische opsporing (in politiejargon kortweg FO, vroeger: Technische Recherche of Technische Opsporingsdienst) is in Nederland de naam voor de afdeling van de politie die zich bezighoudt met waarheidsvinding door middel van sporenonderzoek op de plaats delict (PD) van een gepleegd misdrijf.
Het werk omvat het zoeken naar sporen, het veiligstellen van deze sporen ten behoeve van nader onderzoek hieraan en het interpreteren van de resultaten die hieruit volgen.
De afdeling forensische opsporing heeft deskundigheden tot haar beschikking die zich toeleggen op verschillende soorten van onderzoek, variërend van vingersporenonderzoek tot onderzoek aan werktuigsporen en schoensporen. Per korpsregio is de afdeling forensische opsporing geregeld onder de Regionale Recherche, waardoor er per korps een andere werkwijze kan zijn. Met de samenvoeging in de nationale politie worden de werkprocessen meer en meer op elkaar afgestemd, door het gebruik van gelijke werksystemen en leidende werkvoorschriften.
Afhankelijk van de complexiteit van het onderzoek werkt de FO samen met externe partners zoals het Nederlands Forensisch Instituut.